# Wehrmedizinische Monatsschrift
Wehrmedizinische Monatsschrift ist der Titel einer Fachzeitschrift des Sanitätsdienstes der Bundeswehr zum Themenkreis Wehrmedizin und -pharmazie, die vom Inspekteur des Sanitätsdienstes der Bundeswehr und zunächst dem Beta Verlag sowie nach dessen Übernahme ab Ende 2024 vom cpm Verlag herausgegeben wird. Die Deutsche Gesellschaft für Wehrmedizin und Wehrpharmazie (DGWMP) unterstützt die Redaktion mit sanitätsdienstlichen Inhalten und veröffentlicht Mitteilungen aus der Gesellschaft.
Enthalten sind Fachbeiträge von Sanitätsoffizieren, Ärzten, Zahnärzten, Veterinären und Apothekern aus dem zivilen Gesundheitswesen und der Forschung sowie von Angehörigen der Gesundheitsfachberufe aus allen medizinischen Fachgebieten. Es werden auch Informationen des Sanitätsdienstes der Bundeswehr, der NATO und anderer Organisation zu neuen oder laufenden Aktivitäten, Veranstaltungsberichte (Kongresse, Seminare, Workshops usw.) und Informationen zu den Bereichsgruppen der DGWMP. Die Seitenzahlnummerierung in den Einzelheften eines Jahrganges ist fortlaufend.
Sanitätsoffiziere und klinische Psychologen der Bundeswehr und externe Stellen (Ärztekammern, Universitäten usw.) sowie Mitglieder der DGWMP erhalten die Zeitschrift unentgeltlich. Aktive Bundeswehrangehörige, die in der DGWMP Mitglied sind, erhalten die Zeitschrift über ihre jeweilige Dienststelle.
Die Zeitschrift, ehemals von der Brönner-Umschau-Gruppe verlegt, erscheint seit Januar 1995 beim BETA-Verlag in Bonn. Vorläufer der Wehrmedizinischen Monatsschriften war die Wehrmedizinische Mitteilung als Beilage zur Zeitschrift Truppenpraxis.
Seit Oktober 2019 steht die Wehrmedizinische Monatsschrift auch in einer elektronischen Version (E-Paper) mit erweitertem Informationsangebot zur Verfügung. Ab Januar 2020 steht den Sanitätsoffizieranwärtern der Bundeswehr ausschließlich die E-Paper-Version zur Verfügung. Sie werden von ihren Betreuungsdienststellen auf eine neu erschienene Ausgabe hingewiesen.